# Hiromix
Hiromi Toshikawa (利川 裕美 Toshikawa Hiromi?, born 1976), better known as Hiromix (ヒロミックス, Hiromikkusu), is a Japanese photographer and artist.

## Biografía
Nacida en 1976, Hiromix ganó el XI Nuevo Cosmos de Fotografía (写真新世紀, Shashin Shin-seiki ) en marzo de 1995. Fue nominada por Nobuyoshi Araki, por una serie de fotografías llamada Seventeen Girl Days.  Sus fotografías mostraban la vida desde la perspectiva de una adolescente. También fue jueza del concurso Cosmos of Photography de 2011 a 2015.
En 1996, Hiromix publicó su primer libro Girls Blue.  Se dio a conocer en Occidente con su libro Hiromix, editado por el crítico de fotografía francés Patrick Remy y publicado por Steidl en 1998. En 2000, recibió el premio Kimura Ihei por su libro Hiromix Works. Ha publicado varios libros de fotografía relacionados con la identidad, la comunidad, el género y lo cotidiano.
Como exmiembro de la banda japonesa The Clovers, Hiromix también lanzó un álbum de música y continúa trabajando como DJ. Apareció brevemente en un comercial de televisión de una fragancia de Yves Saint Laurent llamada Jazz. El fotógrafo alemán Wolfgang Tillmans la fotografió en 1997. También tiene un cameo en la película Lost in Translation del 2003, dirigida por Sofia Coppola. Ella fotografió para la colección de pre-otoño de la marca de moda Kenzo.

## Exposiciones

### Exposiciones individuales
- Start of Spring, Radiance of the Heart (Inicio de la primavera, Resplandor del corazón), Galería Hiromi Yoshii, Tokio (2009)
- St. Valentin Special | Room of Love, Eye of Gyre (Especial de San Valentín | Room of Love, Eye of Gyre), Tokio (2010)
- The Wonder of Love and Time (La maravilla del amor y el tiempo), Hidari Zingaro, Tokio (2015)

### Exposiciones colectivas
- Superflat Exhibition, Tokio (1999)
- Gazes that Define the Era (Miradas que definen la era): 30 años del premio Kimura Ihei 1975-2005, Museo de la ciudad de Kawasaki, Tokio (2005)
- Shoot (Rizzoli, Estados Unidos), Parco Gallery, Tokio (2009)
- A Room in Which To Contemplate Love, No Man's Land, Tokio (2009)
- 40 años del premio Kimura Ihei, 1975-2015, Museo Kawasaki, Tokio (2015)
- Colección Takashi Murakami, Tokio y otras ciudades (2016)

## Libros
- Girl's Blue (1996)
- Japanese Beauty (1997)
- Hikari (1997)
- Hiromix Paris (1998)
- Hiromix (1998)